# Paulhaguet
Paulhaguet ist eine französische Gemeinde  mit 855 Einwohnern (Stand: 1. Januar 2022) im Département Haute-Loire in der Region Auvergne-Rhône-Alpes. Sie gehört zum Arrondissement Brioude und zum Kanton Pays de Lafayette. Die Einwohner werden Paulhaguetois genannt.

## Geographie
Die Gemeinde Paulhaguet liegt im Zentralmassiv, etwa 32 Kilometer nordwestlich von Le Puy-en-Velay am Fluss Senouire sowie seinem Zufluss Lidenne. 
Umgeben wird Paulhaguet von den Nachbargemeinden Domeyrat im Norden, Saint-Préjet-Armandon im Nordosten, Chassagnes im Osten, Mazerat-Aurouze im Südosten, Saint-Georges-d’Aurac im Süden, Couteuges im Südwesten, Salzuit im Westen sowie La Chomette im Nordwesten.

## Bevölkerungsentwicklung
| Jahr      | 1962 | 1968 | 1975 | 1982 | 1990 | 1999 | 2011 | 2020 |
| Einwohner | 1229 | 1203 | 1054 | 996  | 921  | 981  | 920  | 864  |

Quellen: Cassini und INSEE

## Sehenswürdigkeiten
- Kirche der Auffindung des Heiligen Stephan (Église de l’Invention-de-Saint-Étienne)

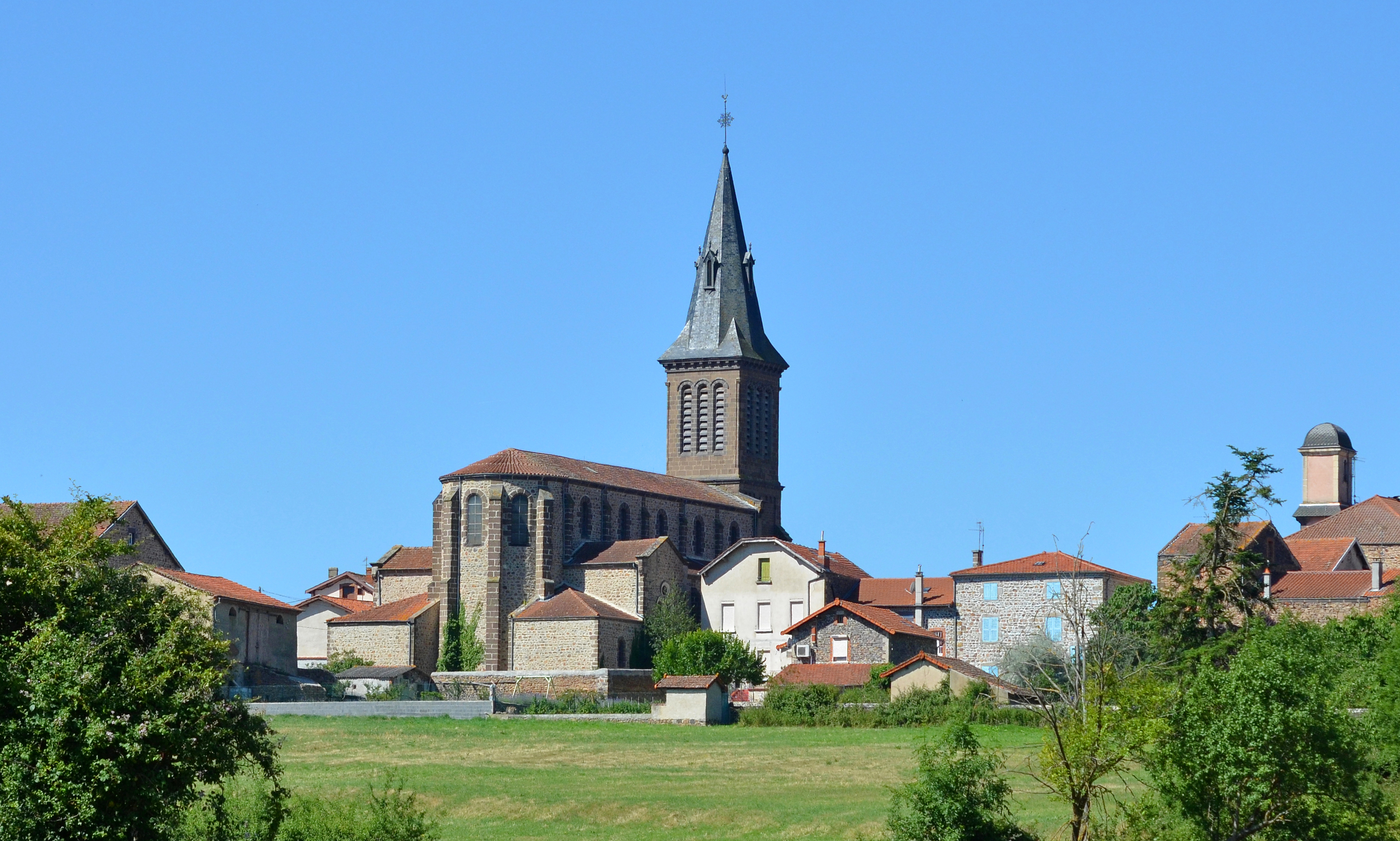
Stephanskirche